# Limnephilus metakaspievi
Limnephilus metakaspievi — викопний вид волохокрилих комах родини лімнефілід (Limnephilidae), що існував у міоцені. Описаний зі скам'янілого відбитка екзоскелета, який знайдено у Ставропольському краї Росії.